# 爱辉县
爱辉县，中华人民共和国旧县名。
1956年由瑷珲县改置，治所在今黑龙江省黑河市瑷珲区。历属黑河专区、黑河地区。1983年撤销，并入黑河市。 